# José Bustani
José Bustani (Porto Velho, 5 juni 1945) is een Braziliaans diplomaat. Hij was ambassadeur in verschillende landen en was de eerste directeur-generaal van de Organisatie voor het Verbod op Chemische Wapens in de periode van 1997 tot 2002.

## Biografie
Bustani studeerde in 1967 af in de rechten aan de Pauselijke Katholieke Universiteit van Rio de Janeiro en voltooide hetzelfde jaar een studie diplomatie van het Institut Rio Branco. Hetzelfde jaar begon hij zijn loopbaan bij het Ministerie voor Buitenlandse Zaken. In de loop van de jaren werkte hij afwisselend op het ministerie en op diplomatieke posten van Brazilië in Moskou, Wenen, Montevideo en Montreal, en vertegenwoordigde hij zijn land tegenover de Verenigde Naties en internationale organisaties. Van 1993 tot 1997 was hij directeur van de afdeling voor internationale organisaties op het ministerie.
Van 1997 tot 2002 was hij de eerste directeur-generaal van de Organisatie voor het Verbod op Chemische Wapens (OPCW) in Den Haag. De organisatie ziet erop toe dat het onderliggende verdrag wordt nageleefd en verbiedt de productie en het gebruik van chemische wapens. Bustani maakte zich er hard voor dat zoveel mogelijk landen het verdrag zouden ondertekenen. In zijn ambtstijd verdubbelde het aantal ondertekenaars naar 145 en hield hij tal van inspecties bij verdragslanden. Bij zijn herverkiezing beschreef de Amerikaanse Minister van Buitenlandse Zaken, Colin Powell, zijn werk nog als "zeer indrukkend". Toen Bustani in 2002 echter ook Irak aanspoorde om tot de organisatie toe te treden, kruiste hij daarmee de confrontatiekoers van de VS tegen Saddam Hoessein die een jaar later uitliep op de Irakoorlog. Begin 2002 voerden de VS de druk op Bustani op en, na enkele maanden van opeenstapeling van verwijten, werd Bustani in een speciale zitting ontslagen.
In 2003 vervolgde hij zijn carrière als ambassadeur van Brazilië in Londen en sinds begin 2008 is hij ambassadeur in Parijs. Sinds 2011 is hij daarbij ook de vertegenwoordiger van zijn land in Monaco.
Bustani is getrouwd met Janine-Monique. Zij is eveneens diplomaat en is gezant voor Brazilië bij de UNESCO.